# Leocyma congoensis
Leocyma congoensis är en fjärilsart som beskrevs av Holland 1920. Leocyma congoensis ingår i släktet Leocyma och familjen trågspinnare. Inga underarter finns listade i Catalogue of Life.